# 栄光のセントアンドリュース
『栄光のセントアンドリュース』（えいこうのセントアンドリュース）は、世界最古のゴルフ場であるロイヤル・アンド・エンシェント・ゴルフ・クラブ・オブ・セント・アンドリュースを舞台にしたNINTENDO 64向けゴルフゲーム。1996年に日本でのみ発売され、NINTENDO64ソフトとしては最初のゴルフゲームとなった。1997年には小学館プロダクションからPlayStation版も発売された。

## 評価
PS版はファミ通クロスレビューでは6、6、6、5の23点。レビュアーはコースが多くそれをムービーで見られる、グリーンの高低差が分かるシステム、リプレイ機能を賞賛したが、グリーンでパワーと距離の関係がわかりにくい、コースのムービーの芝は濃緑の方がよかった、処理が遅い、コースはのっぺりしているといった粗い部分が多く、グラフィックも普通でこれといった目立つ点もないよくあるゴルフゲームだとした。